# Tân Thịnh, Nam Trực
Tân Thịnh là một xã thuộc huyện Nam Trực, tỉnh Nam Định, Việt Nam.
Xã Tân Thịnh có diện tích 11,27 km², dân số năm 1999 là 11601 người, mật độ dân số đạt 1029 người/km².